# Liste der Kulturdenkmäler in Riedelberg
In der Liste der Kulturdenkmäler in Riedelberg sind alle Kulturdenkmäler der rheinland-pfälzischen Ortsgemeinde Riedelberg aufgeführt. Grundlage ist die Denkmalliste des Landes Rheinland-Pfalz (Stand: 14. Dezember 2023).

## Denkmalzonen
| Bezeichnung                    | Lage                                   | Baujahr | Beschreibung | Bild |
| ------------------------------ | -------------------------------------- | ------- | --- | ---- |
| Denkmalzone Riedelberger Mühle | südwestlich des Ortes am Hornbach Lage | 1727    | Wohnhaus mit gekuppelten Rechteckfenstern, bezeichnet 1727; Gesamtanlage mit Nebengebäuden, 18. und 19. Jahrhundert | BW   |

## Einzeldenkmäler
| Bezeichnung        | Lage                                                                      | Baujahr         | Beschreibung | Bild            |
| ------------------ | ------------------------------------------------------------------------- | --------------- | --- | --------------- |
| Friedhofskreuz     | Hauptstraße, auf dem Friedhof Lage                                        |                 | Friedhofskreuz, barocker Sockel, Kruzifix vom Anfang des 20. Jahrhunderts                                                                                                | BW              |
| Wegekreuze         | Hauptstraße, Ecke Mühlstraße Lage                                         | 1739            | Wegekreuze, barocker Sockel, bezeichnet 1739; zwei kleine barocke Sandsteinkreuze                                                                                        | BW              |
| Katholische Kirche | Hauptstraße 25 Lage                                                       | 1952/53         | romanisierender Bruchsteinsaal, 1952/53, Architekt Wilhelm Schulte II.; Kreuzigungsgruppe, gestiftet 1812; Kreuzigungsgruppe, barock, zweite Hälfte des 18. Jahrhunderts | Fotos hochladen |
| Wohnhaus           | Hauptstraße 36 Lage                                                       | 1799            | Putzbau, bezeichnet 1799 | BW              |
| Wohnhaus           | Hauptstraße 37 Lage                                                       | 16. Jahrhundert | stattliches Wohnhaus, teilweise gekuppelte Fenster, im Kern aus dem 16. Jahrhundert, im 18. Jahrhundert überformt (angeblich bezeichnet 1799)                            | BW              |
| Wegekreuz          | Hauptstraße, bei Nr. 48 Lage                                              | 18. Jahrhundert | Wegekreuz, Typus der Lothringer Kreuze, 18. Jahrhundert | BW              |
| Quereinhaus        | Mühlstraße 2 Lage                                                         | 1896            | Quereinhaus, bezeichnet 1896 | BW              |
| Brücke             | nördlich des Ortes im Zuge der K 81 Lage                                  |                 | Straßenbrücke über den Hornbach (Trualb); zweibogig aus Quadermauerwerk                                                                                                  | BW              |
| Wegekreuz          | westlich des Ortes an der K 81; Flur Auf dem Gemeindberg III. Ahnung Lage | 1795            | Wegekreuz; Schaftkreuz, Sandstein, bezeichnet 17[95] | BW              |

## Ehemalige Kulturdenkmäler
| Bezeichnung | Lage                  | Baujahr                         | Beschreibung                                                                                    | Bild |
| ----------- | --------------------- | ------------------------------- | ----------------------------------------------------------------------------------------------- | ---- |
| Quereinhaus | Hauptstraße 34 Lage   | 18. oder frühes 19. Jahrhundert | kleines Quereinhaus, 18. oder frühes 19. Jahrhundert; abgebrochen und aus Denkmalliste gelöscht | BW   |
| Quereinhaus | Luitpoldstraße 4 Lage | um 1800                         | barockes Quereinhaus, um 1800; 2021 abgebrochen und au Denkmalliste gelöscht                    | BW   |